# Stack Island (Tasmanien)
Stack Island ist eine Insel in der Bass-Straße zwischen Australien und Tasmanien.

## Lage
Stack Island befindet sich nordwestlich von Tasmanien in der Fleurieu-Gruppe. Zwischen dieser Inselgruppe in Richtung des australischen Kontinents liegt King Island. Die Entfernung zur Küste Tasmaniens beträgt 5,32 km, der nächste Ort auf Tasmanien ist Woolnorth und ist 9,5 km entfernt. Sie unterliegt einem relativ starken Tidenhub.
Die Insel ist 954 Meter lang und an der breitesten Stelle 350 Meter, ihr höchster Punkt liegt 54 Meter über dem Meeresspiegel und sie hat eine Fläche von ca. 0,15 km².

## Fauna
Brütende Seevögel auf der Insel sind unter anderen Zwergpinguin, Kurzschwanz-Sturmtaucher (Puffinus tenuirosris), Dickschnabelmöwe, Silberkopfmöwe, Ruß-Austernfischer, Schwarzgesichtscharbe, Eilseeschwalbe und Australseeschwalbe (Sterna nereis). Säugetiere sind nur durch eine kleine Anzahl von Kaninchen und Goldbauch-Schwimmratten vertreten.